# Centrum znalostního managementu
Centrum znalostního managementu (CZM) je samostatná organizační jednotka Fakulty elektrotechnické ČVUT, jejímž posláním je rozvíjet výuku a spolupráci s externími komerčními i nekomerčními subjekty v oblasti aplikovaného managementu a přispívat tak ke zvyšování úrovně FEL i celého ČVUT z hlediska kvality výuky i z hlediska vědy a výzkumu a zároveň k posilování prestiže školy. V tomto duchu existuje spolupráce fakulty s mnoha externími partnery.

## Výuka
Centrum zajišťuje prakticky orientovanou výuku v současnosti čtyř předmětů: Základy projektového řízení, Tvorba informačních systémů, Informační systémy a procesní řízení a Corporate Performance Management, skrze které se studenti učí napříklady analyzovat základní požadavky business oddělení na IT oddělení a navrhovat vhodná technologická řešení na základě business vstupů. Výuka je založena na reálných případových studiích a umožňuje tak využít teoretické znalosti v praxi. Zároveň se zaměřuje na týmovou práci a kontakt s odborníky z praxe.  

## University Technology Exploration Center
University Technology Exploration Center (UTEC) je společným projektem Fakulty elektrotechnické ČVUT a IBM. Nabízí širokou škálu možností a příležitostí pro každého, kdo má zájem využít své teoretické znalosti v praxi. Studenti mají možnost využívat mobilní počítačovou učebnu se serverovou částí, která zprostředkovává kontakt s nejnovějšími IT technologiemi. Nabízí kontakt s odborníky z praxe, propojení se stážovým programem IBM a prakticky orientovanou výuku.

## Interoperability Lab
Interoperability Lab (IOL), jinak též Laboratoř interoperability, již zrušila činnost. Řešila propojování různých technologií a systémů. Zaměřovala se na aplikovaný výzkum a rozšiřování získaných znalostí do praxe, komunit a výuky. Partnerem IOL byla společnost Microsoft. 
V rámci pilotního provozu laboratoře byly pod vedením pedagogů a odborným dohledem konzultantů z komerčních firem dokončeny následující projekty:
- projekt Adminer – PHP nástroj na management databází,
- virtualizace Linuxu v technologii Hyper V,
- podpora služeb Windows Live v systému Drupal,
- multimediální aplikace pro webový prohlížeč pro Microsoft Surface,
- řízení vozíku pro postižené osoby pomocí zraku za podpory technologie .NET MicroFramework.[4][5]